# Pavle Ivić
Pavle Ivić (în sârbă Павле Ивић, pronunțat [pâːʋle ǐːʋitɕ]; n. 1 decembrie 1924, Belgrad, Regatul Iugoslaviei – d. 19 septembrie 1999, Belgrad, Iugoslavia) a fost un dialectolog și fonolog sârb specializat în limbi slave de sud. 

## Biografie
Atât munca sa din domeniu, cât și studiile sale de sinteză au fost ample și autoritare. Câteva dintre cele mai cunoscute publicații ale sale sunt: 
- Die serbokroatischen Dialekte, ihre Struktur und Entwicklung,  Gravenhage, Mouton, 1958
- Srpski narod i njegov jezik (Poporul sârb și limba lor). Belgrad, 1971;
- Prozodia cuvântului și propoziției în sârbocroată, de Ilse Lehiste și Pavle Ivić. Cambridge, Mass: MIT Press, 1986.

Pavle Ivić  a editat numeroase publicații periodice și a fost o figură importantă a proiectului Atlasul Lingvistic Slav. A fost una dintre cele mai respectate autorități privind standardizarea limbii sârbe. A ținut prelegeri frecvent în Statele Unite ale Americii și în alte țări și a fost membru de onoare al Societății Lingvistice din America. 
Cunoscută persoană intelectuală și publică în Iugoslavia și membru al Academiei Sârbe de Științe și Arte, a luat parte la polemica care a însoțit destrămarea Iugoslaviei. El a fost semnatar al Memorandumului din 1986 al Academiei Sârbe de Științe și Arte în care s-a cerut reorganizarea fundamentală a statului. 
Pavle Ivić a fost căsătorit cu prof. Milka Ivić (1923-2011), expertă în sintaxă slavă. Fiul acestora este Aleksandar Ivić (născut în 1949), matematician. 
Împreună cu alți  membri ai Academiei Sârbe de Științe și Arte a redactat cartea 100 cei mai renumiți sârbi (în sârbă 100 најзнаменитијих Срба).